# Valla (commune de Katrineholm)
Valla est une localité de Suède dans la commune de Katrineholm située dans le comté de Södermanland.
Sa population était de 1 470 habitants en 2019.